# Semiperímetro

En todo triángulo, la distancia alrededor de los límites del triángulo desde un vértice hasta el punto en el borde opuesto tocado por un excircle es igual al semiperímetro.

En geometría, el semiperímetro de un polígono es la mitad de su perímetro. A pesar de que tiene una simple derivación a partir del perímetro, el semiperímetro aparece con bastante frecuencia en las fórmulas de los triángulos y otras figuras que se le da un nombre distinto. Por lo general, cuando es parte integrante de una fórmula, se lo denomina con la letra s.
Generalmente, el semiperímetro se utiliza con más frecuencia en los triángulos, la fórmula para hallar el semiperímetro de un triángulo conociendo las longitudes de los lados a, b, y c es
{\displaystyle s={\frac {a+b+c}{2}}.}
El área de cualquier triángulo es el producto de su inradio y su semiperímetro, también se aplica la misma fórmula del área a los cuadriláteros tangenciales, en el que los pares de lados opuestos tienen longitudes añadidas al semiperímetro. También se puede calcular el área a partir de su semiperímetro y sus longitudes de los lados con la fórmula de Herón:
{\displaystyle {\acute {a}}{rea}={\sqrt {s\left(s-a\right)\left(s-b\right)\left(s-c\right)}}.}
La forma más simple de la fórmula de Brahmagupta, para el área de un cuadrilátero, tiene una forma similar:
{\displaystyle {\acute {a}}{rea}={\sqrt {\left(s-a\right)\left(s-b\right)\left(s-c\right)\left(s-d\right)}}.}
También puede ser calculado el circunradius R de un triángulo a partir de la longitud del semiperímetro y las longitudes de sus lados:
{\displaystyle 2R={\frac {abc}{2{\sqrt {s(s-a)(s-b)(s-c)}}}}.}
Esta fórmula se puede derivar del teorema del seno. 
El radio de la circunferencia inscrita (también conocido como el inradio) es
{\displaystyle {\sqrt {\frac {(s-a)(s-b)(s-c)}{s}}}.}
En cualquier triángulo, los puntos donde el excircle toca al triángulo y el vértice opuesto a la partición del triángulo, el perímetro del triángulo se divide en dos partes iguales
{\displaystyle s=|AB|+|A'B|=|AB|+|AB'|=|AC|+|A'C|=|AC|+|AC'|=|BC|+|B'C|=|BC|+|BC'|.}
Si se conecta a cada uno de esos puntos de tangencia con el vértice opuesto por una línea (que se muestra de color rojo en la figura), estas tres líneas se encuentran en el punto de Nagel del triángulo.